# Szvetlana Vlagyimirovna Kapanyina
Szvetlana Vlagyimirovna Kapanyina (oroszul: Светлана Владимировна Капанина ) (Sucsinszk, 1968. december 28. –) orosz műrepülő pilóta.

## Életpályája
Szvetlana Kapanyina 1968. december 28-án született a Szovjetunióban a jelenlegi Kazahsztán állambeli Sucsinszkban. Az iskolában számos sportágat kipróbált, és mindig is szerette a motorokat és más motoros járműveket. Beiratkozott az orvosi egyetemre Cselinográdban (ma Asztana), ahol gyógyszerészeti tudományokból szerzett diplomát. 19 évesen, 1988-ban kezdett repülni egy Szuhoj Szu-26 M3-on, miközben technikusként dolgozott a DOSAAF Kurgan sportrepülőklubjában. 1991-ben már oktatópilóta volt a DOSAAF Irkutszkbank klubban. 1991-ben az orosz nemzeti műrepülő csapat tagja lett. 1995-ben végzett a Kalugai Repüléstechnikai Iskolában. 
Férjével és két gyermekével Moszkvában él.

## Eredményei a műrepülésben
Szvetlana Kapanyina 1996-ban, 1998-ban, 2001-ben, 2003-ban, 2005-ben, 2007-ben és 2011-ben volt női műrepülő világbajnok, és többször nyerte meg a címet, mint bármely más pilóta ebben a kategóriában. Ezenkívül 1997-ben és 2001-ben a légijátékok világbajnoka volt. 
Mihail Mamistovval és Oleg Spolyanskyval együtt csapatban aranyérmet nyert a 16. FAI műrepülő Európa-bajnokságon 2008-ban Hradec Královéban (Csehország). Összesítésben negyedik lett, és a legjobb női résztvevő volt.

## Díjai
- 1997-ben a Fédération Aéronautique Internationale (FAI) Paul Tissandier Diplomát kapott.
- 2005-ben a FAI Sabiha Gökçen éremmel és Centenáriumi éremmel tüntette ki.
- 2014. december 22-én Vlagyimir Putyin elnök az Oroszország Bátorság Érdemrendjével tüntette ki.